# Lepidium flavum
Lepidium flavum é uma planta herbácea anual da família das Brassicaceae. O nome da espécie, flavum, significa "amarelo", em referência à cor das flores.